# Lophomma
Lophomma és un gènere d'aranyes araneomorfes de la subfamília Erigoninae, dins de la família Linyphiidae.
Fou descrit per primera vegada per Anton Menge l'any 1868.
Es poden trobar a la zona holàrtica: Canadà, Rússia, i els Estats Units

## Llista d'espècies
Segons The World Spider Catalog 12.0:
- Lophomma depressum (Emerton, 1882)
- Lophomma punctatum (Blackwall, 1841) (Espècie tipus)
- Lophomma vaccinii (Emerton, 1926)